# 西川美和
西川 美和（にしかわ みわ、1974年7月8日 - ）は、日本の映画監督・脚本家・小説家。

## 経歴
広島県広島市安佐南区出身。「実家近くを流れる太田川の広い空と広い河川敷が私の原風景」と話している。浄土真宗（安芸門徒）の根強い地域に生まれ育つ。中学・高校はカトリックのノートルダム清心中学校・高等学校に通う。早稲田大学第一文学部美術史学専修卒業。卒論の題名は「地獄絵の東西比較」だった。学生時代より、映画製作を志し、映画制作会社などの就職面接を受けるも、ことごとく落ちるが、テレビマンユニオンの面接担当だった是枝裕和監督に意気込みを見出され、映画『ワンダフルライフ』にフリーのスタッフとして参加する。以後、諏訪敦彦監督の『M/OTHER』など、様々な日本映画の現場で活動した。
2002年、自作脚本のブラックコメディ『蛇イチゴ』（主演：宮迫博之）で監督デビュー。日本の典型的な家族の崩壊をシニカルに描いた同作は、第58回毎日映画コンクール・脚本賞、最も将来性を期待できる監督に与えられる新藤兼人賞ほか、その年の数々の国内映画賞の新人賞を受賞する。自身のオリジナル脚本が認められて監督デビューを果たした新世代の女性映画監督となる。
2003年、NHKハイビジョンスペシャルでは、ドキュメンタリーと架空のドラマを交差させた、異色のテレビ作品『いま裸にしたい男たち/宮迫が笑われなくなった日』を発表。第20回ATP賞・ドキュメンタリー部門優秀賞を受賞した。
2005年、監督5名の競作によるオムニバス『female』では、乃南アサ原作の短編小説を脚色・演出した「女神のかかと」（主演：大塚寧々）を発表。
2006年、再びオリジナル脚本・監督した『ゆれる』が公開。カンヌ国際映画祭の監督週間に、日本映画で唯一正式出品。日本でもロングランヒット。第80回キネマ旬報ベスト・テン2位、及び脚本賞、朝日ベストテン映画祭日本映画第1位、第61回毎日映画コンクール日本映画大賞、第16回東京スポーツ映画大賞（ビートたけし審査委員長）作品賞、おおさかシネマフェスティバル日本映画1位、第49回ブルーリボン賞監督賞などを受賞。これらの映画賞で、作品賞・監督賞部門での受賞は女性監督では史上初。女性監督としては先行して風間志織や大九明子らがいたが、発表した全作品が映画賞の候補に挙がるような女性監督は西川が初めてである。また『ゆれる』の脚本は、2007年2月に読売文学賞戯曲・シナリオ賞も受賞する。2006年、9月創刊の男性誌『月刊キング』に、コラム「モノゴト（名作）はいつもアイマイ」を連載。
2007年1月にはオムニバス映画『ユメ十夜』（原作：夏目漱石）が公開。同年4月からは、読売新聞の読書委員として、日曜日（随時）に書評を執筆している。また、映画『ゆれる』を自らノベライズした同名小説（ポプラ社）が、第20回三島由紀夫賞の候補となった。2008年6月に、初の読書案内集『名作はいつもアイマイ』（講談社）を、7月にはポプラ社のPR誌『asta*』で、読切小説「1983年のほたる」、2009年1月に「ありの行列」を発表。この2篇に書き下ろし3篇を加えた、3年ぶりの単行本『きのうの神さま』をポプラ社から2009年4月15日に刊行。同作は第141回直木賞候補となり、受賞は逃すも、選考委員である浅田次郎から「はっきりと文学である」と評価された。
2009年6月にオリジナル脚本・監督による長編3作目『ディア・ドクター』（主演：笑福亭鶴瓶）が公開。キネマ旬報ベスト・テンで日本映画1位、2度目のブルーリボン賞監督賞、芸術選奨新人賞など数多くの賞を受賞した。
2010年、NHK-BS2で放送された『太宰治短編小説集』のうち、『駆込み訴え』（主演：清水くるみ）の脚本・監督を担当。ユダとキリストの関係を、ボランティア活動に携わる現代の女子高生に置き換えて表現している。
2012年9月、オリジナル脚本・監督による長編4作目『夢売るふたり』を公開。
2015年には小説『永い言い訳』で第28回山本周五郎賞候補、第153回直木賞候補。2016年に自身により映画化。本作は第41回トロント国際映画祭スペシャル・プレゼンテーション部門正式出品、第71回毎日映画コンクール・監督賞を受賞。
2021年9月、映画『すばらしき世界』（原作：佐木隆三、主演：役所広司）が公開。本作は3度目のブルーリボン賞監督賞を受賞した。

## エピソード
オリジナル脚本の『蛇イチゴ』と『ゆれる』は、いずれも自身が見た夢が題材となっている。『蛇イチゴ』では「邪険にされる犬」をモチーフに。『ゆれる』では「友人の殺人現場を目撃する自分」をモチーフに。重要な創作源になっている。脚本を書く際に一番いいのは、24時間そのことを考えていられる状態で、寝ているときも、ずっとその夢を見ていると言う。東京にいると、色々な誘いがあって集中出来ないため、脚本執筆の際は、広島に帰り実家に数か月間こもると言う。
広島出身のため、幼少期から広島市民球場に通っていたが、母親が巨人ファンで、子どもの頃は三塁側で応援するアンチカープだった。カープを応援する以外はあり得ないような周りの雰囲気も嫌だった。ところが上京すると、広島カープは誰の口にも上らない。カープの小さな赤い帽子を見ていると、それが遠く離れて暮らす父親のように愛おしくなり、それからカープを熱心に応援するようになった。2016年にカープが25年ぶりのリーグ優勝を果たすと周りから盛んに「広島出身でいいね」と言われた。この年は気が気でなく、何度も広島に戻り、転売業者から高額チケットを買いまくり観戦。「ギャンブルや宗教にハマった人を悪く言うのはやめよう」と思う程カープの応援にハマった。「重たい歴史を持つ、小さな広島という町。嫌なところもたくさんある。そこにこぼりついた懐かしさを感じるには、時間と距離が必要だったんだと思う」「ふがいなさを繰り返しながら、それでも続けないといけない…。カープは人生そのもの」などと話している。特に衣笠祥雄のファンで『永い言い訳』の主人公に「きぬがささちお（表記は衣笠幸夫）」と命名した。本人に許可がいるだろうと衣笠に連絡したところ、快諾され「限りなき挑戦」と書いたサイン色紙をもらったという。

## フィルモグラフィー

### 映画
- 蛇イチゴ（2002年） - 監督・脚本
- female「女神のかかと」（2005年） - 監督・脚本
- ゆれる（2006年） - 監督・脚本・原案
- ユメ十夜「第九話」（2007年） - 監督・脚本
- ディア・ドクター（2009年） - 監督・脚本
- 夢売るふたり（2012年） - 監督・脚本・原案
- 永い言い訳（2016年） - 監督・脚本・原作[15]
- すばらしき世界（2021年） - 監督・脚本

### テレビドラマ
- 太宰治短編小説集「駈込み訴え」（2010年、NHK衛星第2テレビジョン） - 演出

## 編著書

### 小説
- 『ゆれる』（ ポプラ社、2006年。ポプラ文庫、2008年。文藝春秋〈文春文庫〉、2012年） - 同名映画のノベライズ。
- 『きのうの神さま』（ポプラ社、2009年。ポプラ文庫、2012年） - 映画『ディア・ドクター』のアナザーストーリーの短編集。
- 『その日東京駅五時二十五分発』（新潮社、2012年。新潮文庫、2014年）
- 『永い言い訳』（文藝春秋、2015年。文春文庫、2016年） - 同名映画の原作。

### エッセイ・その他
- 『名作はいつもアイマイ 溺レル読書案内』（講談社、2008年） - 編著
- 『映画にまつわるXについて』（実業之日本社、2013年。実業之日本社文庫、2015年）
- 『映画にまつわるXについて 2』（実業之日本社、2017年)
- 『映画の言葉を聞く 早稲田大学「マスターズ・オブ・シネマ」講義録』（フィルムアート社、2018年3月24日）
- 『遠きにありて』（文藝春秋、2018年12月13日）
- 『スクリーンが待っている』（小学館、2021年1月15日』

### 映画関連
- 『夢売るふたり 西川美和の世界』(文藝春秋、2012年) - 文藝春秋編。小説「みどりの春」所収。
- 『映画「永い言い訳」にまつわるXについて』（実業之日本社、2016年）